# Campoplex sulcatus
Campoplex sulcatus är en stekelart som beskrevs av Horstmann 1985. Campoplex sulcatus ingår i släktet Campoplex och familjen brokparasitsteklar. Arten är reproducerande i Sverige. Inga underarter finns listade.